# Karlıca
Karlıca (kurd. Kirmaçek oder Kirmoçek) ist ein Dorf im Landkreis Karlıova der türkischen Provinz Bingöl. Karlıca liegt in Ostanatolien auf 2050 m über dem Meeresspiegel, ca. 37 km südwestlich von Karlıova. Karlıca liegt am nördlichen Rand einer Hochebene. Unmittelbar nördlich von Karlıca steigt das Gelände auf 2400 m.
Der Name Kirmaçek ist beim Katasteramt registriert. Die Umbenennung zu Karlıca erfolgte vor 1962.
1985 lebten 400 Menschen in Karlıca. 2009 hatte die Ortschaft 435 Einwohner.